# Calamotropha hackeri
Calamotropha hackeri là một loài bướm đêm trong họ Crambidae.